# Карпа (Вармінсько-Мазурське воєводство)
Карпа (пол. Karpa, нім. Karpen) — село в Польщі, у гміні Піш Піського повіту Вармінсько-Мазурського воєводства.
Населення — 180 осіб (2011).
У 1975-1998 роках село належало до Сувальського воєводства.

## Демографія
Демографічна структура станом на 31 березня 2011 року:
|          | Загалом | Допрацездатний вік | Працездатний вік | Постпрацездатний вік |
| -------- | ------- | ------------------ | ---------------- | -------------------- |
| Чоловіки | 90      | 14                 | 70               | 6                    |
| Жінки    | 90      | 19                 | 58               | 13                   |
| Разом    | 180     | 33                 | 128              | 19                   |